# Ysaora Thibus

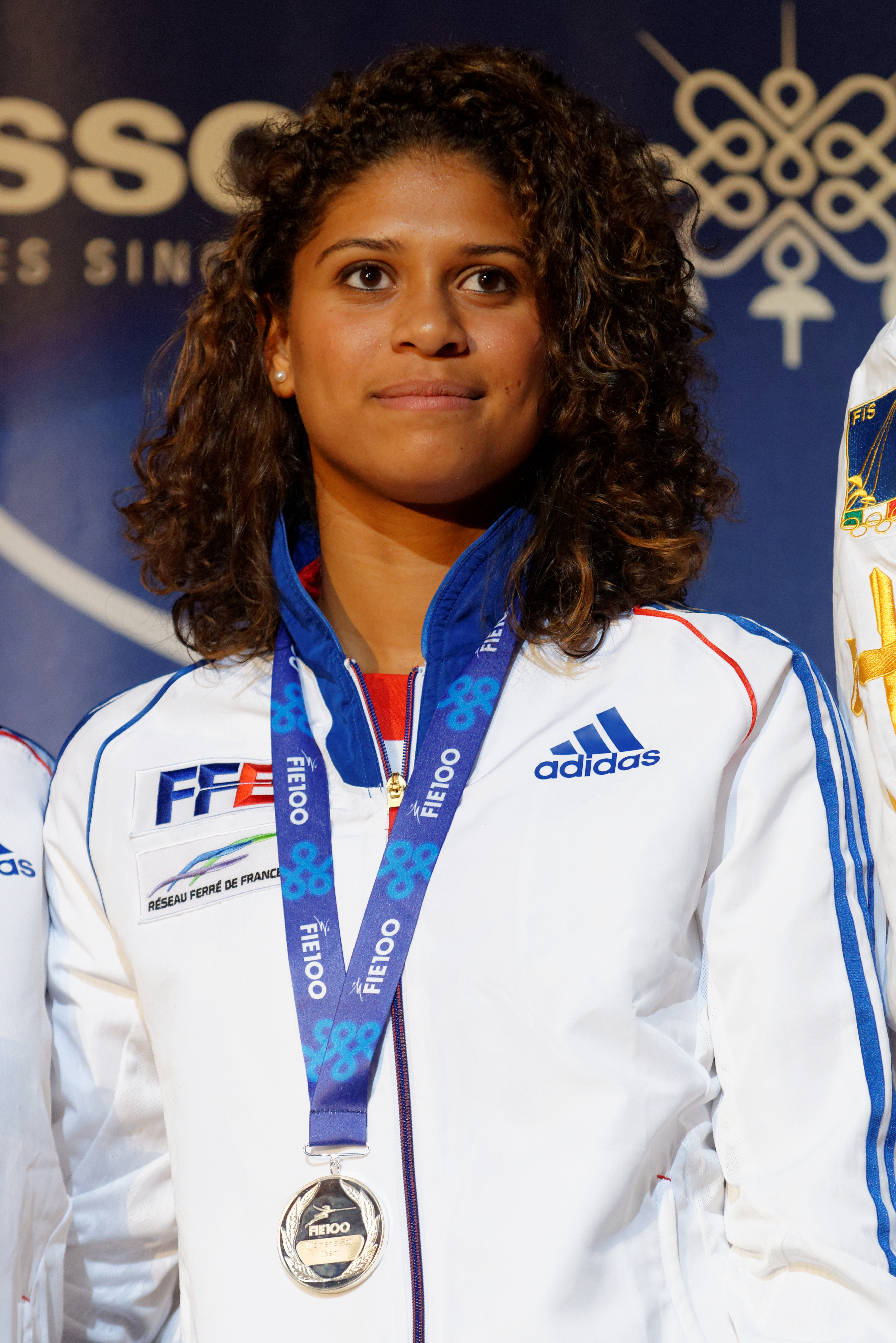
Ysaora Thibus (2013)

Ysaora Jennifer Thibus (* 22. August 1991 in Les Abymes, Guadeloupe) ist eine französische Florettfechterin.

## Erfolge
Ysaora Thibus errang 2012 bei der Europameisterschaft in Legnano Silber mit der Florett-Mannschaft. Bei den Olympischen Spielen 2012 in London belegte sie mit der Mannschaft den vierten Platz, im Florett-Einzel besiegte sie nach einem Freilos in der 1. Runde die Russin Inna Deriglasowa in der 2. Runde, verlor dann aber gegen die Japanerin Kanae Ikehata im Achtelfinale und belegte den 16. Platz.
2013 erfocht sie bei der Europameisterschaft in Zagreb Bronze im Einzel nach einer Niederlage gegen die spätere Siegerin Elisa Di Francisca aus Italien, bei den Weltmeisterschaften in Budapest gewann sie Silber mit der Mannschaft.
2014 errang sie mit der Mannschaft Bronze sowohl bei der Europameisterschaft in Straßburg als auch bei den Weltmeisterschaften in Kasan. Bei den 2021 ausgetragenen Olympischen Spielen 2020 in Tokio gewann sie mit der Mannschaft die Silbermedaille. Bei der Europameisterschaft 2022 in Antalya belegte sie im Einzel Rang drei und mit der Mannschaft Rang zwei. Im selben Jahr wurde sie in Kairo im Einzel Weltmeisterin und schloss den Mannschaftswettbewerb auf Rang drei ab. 2024 wurde Thibus wegen eines auf Ostarin positiven Dopingtest bis auf weiteres gesperrt. Der Internationale Sportgerichtshof hob die Sperre 2025 auf, die Kontamination sei durch Küsse mit ihrem Freund Race Imboden erfolgt.